# 別洛-別茲沃德諾耶湖

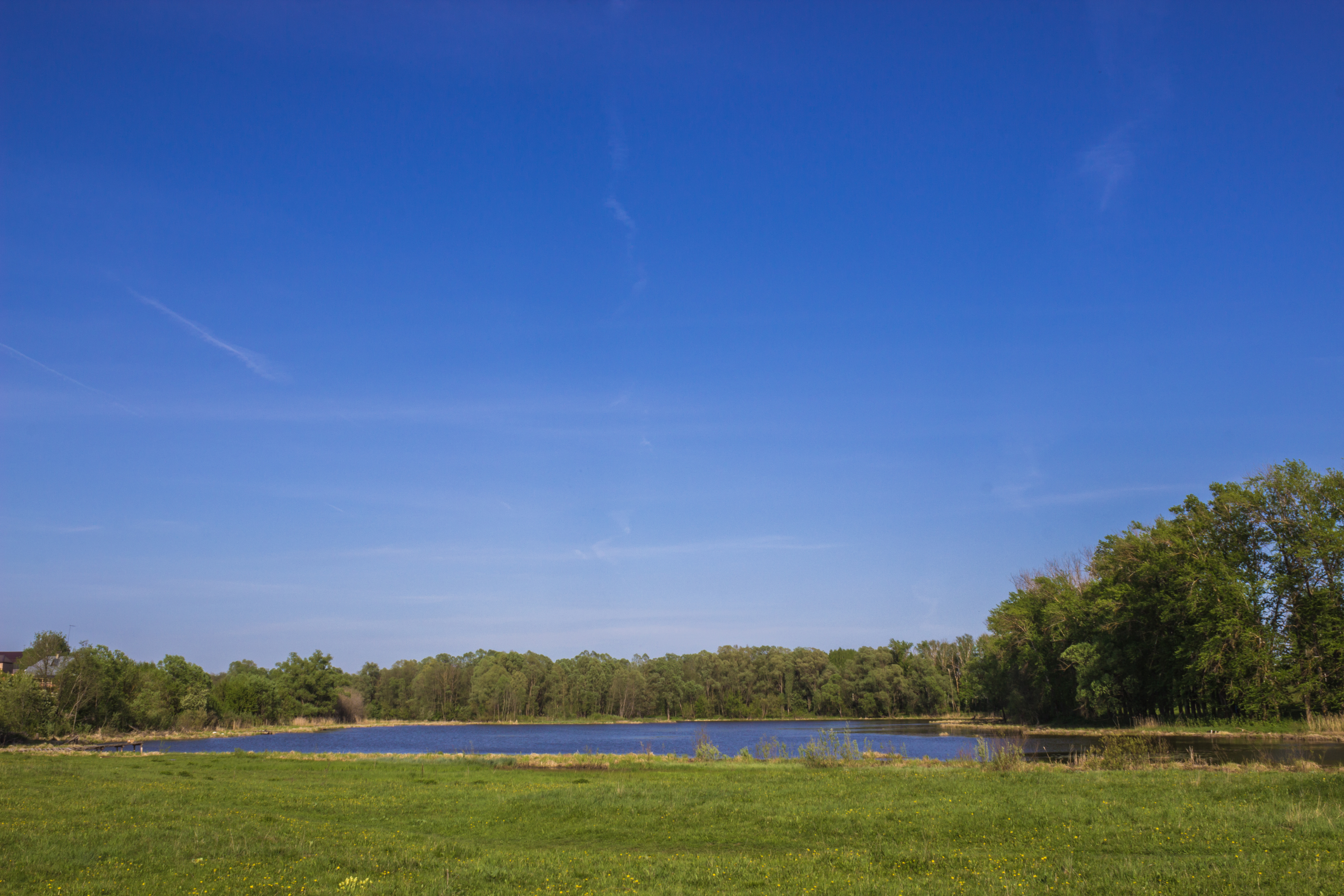

55°55′24.74″N 48°45′51.02″E / 55.9235389°N 48.7641722°E
別洛-別茲沃德諾耶湖（俄语：Бело-Безводное），是俄羅斯的湖泊，位於該國西部韃靼斯坦共和國，由澤列諾多利斯基區負責管轄，長0.56公里、寬0.18公里，平均水深2米，最大水深4米。